# Кэрролл, Джон

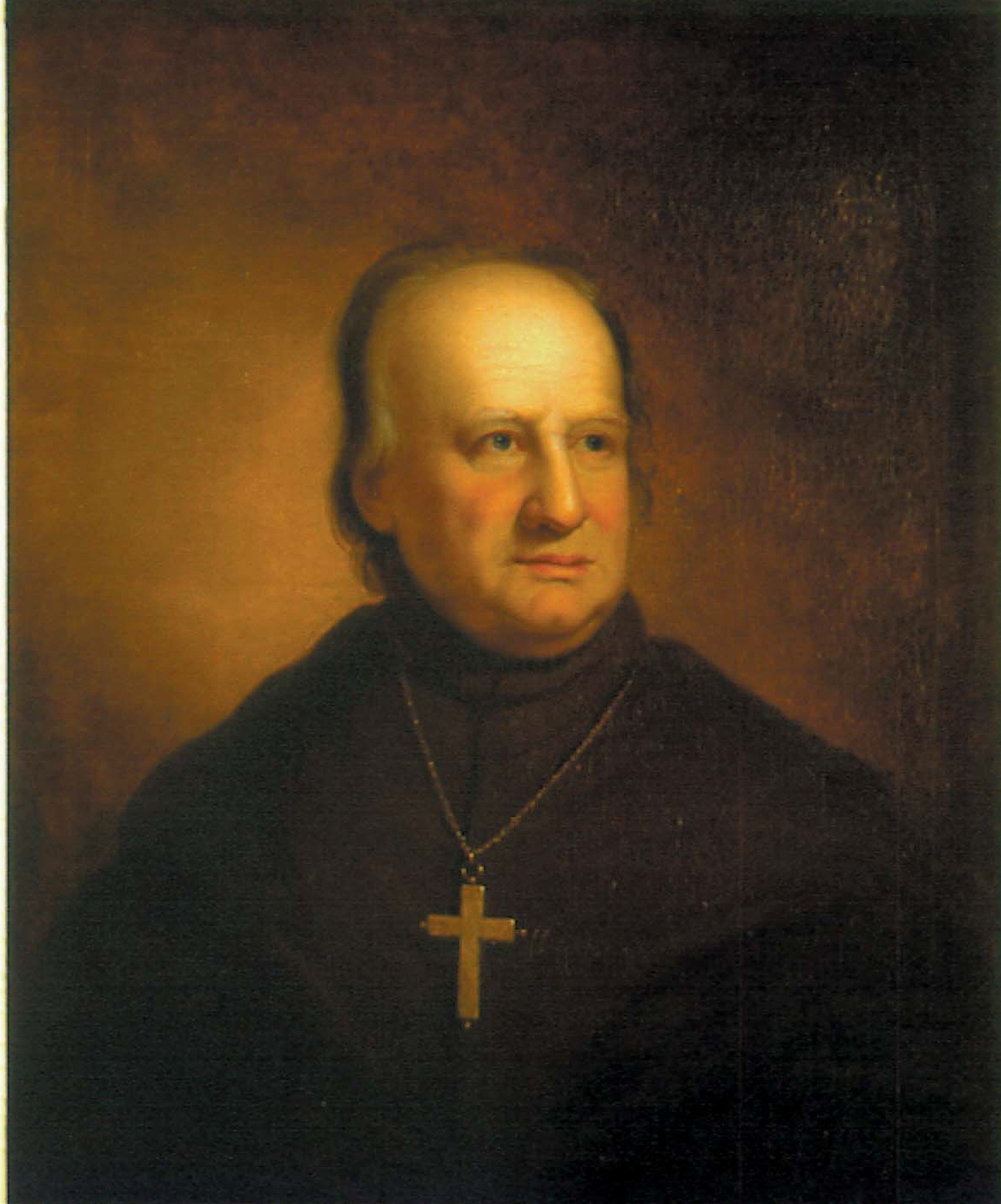
Кэрролл, Джон

Джон Кэрролл (англ. John Carroll; 8 января 1735 — 3 декабря 1815) — американский священник, первый епископ и архиепископ в США.
Родился в штате Мэриленд. Учился богословию в Европе, во Фландрии. Вступил в орден иезуитов в 1753 году, рукоположён в священники в 1761 году, преподавал в католических университетах Сент-Омера и Льежа. В 1773 году вернулся в Америку.
Во время войны за независимость принял сторону восставших. Вошёл (вместе с Бенджаменом Франклином) в состав делегации, пытавшейся убедить население Квебека примкнуть к движению за независимость североамериканских колоний (1776). С 1789 года был первым католическим епископом Соединённых Штатов, с титулом епископа (позже архиепископа) Балтиморского.
В 1783 году Кэрролл начал встречаться с местным духовенством на территории поселения Аннаполис, где они начали подготовку к организации нового университета. В 1789 году Кэрролл приобрел необходимую для размещения университета территорию в Джорджтауне, тем самым заложив основу для создания Джорджтаунского университета, начавшего работу в начале 1792 году.